# Гречиха, Юрий Михайлович
Юрий Михайлович Гречиха (6 июля 1954, Запорожье — 2 ноября 2017) — украинский рабочий, Герой Украины (2007).

## Биография
Родился 6 июля 1954 года в Запорожье.
В 1974 году окончил Запорожский авиационный техникум по специальности «Авиационные двигатели».
Работал слесарем-сборщиком сборочного цеха ОАО «Мотор Сич». Член наблюдательного совета предприятия.
В ОАО «Мотор Сич» также работает его сын.
Умер 2 ноября 2017 года. Похоронен на Капустяном кладбище в Запорожье.

## Награды
- Звание Герой Украины (с вручением ордена Державы, 10.09.2007 — за выдающиеся личные заслуги перед Украинским государством в развитии авиационной промышленности, весомые трудовые достижения, многолетний самоотверженный труд).
- Заслуженный машиностроитель Украины (22.11.1993)[2].